# 雙斑麗頸䲁
雙斑麗頸䲁（學名：Lepidonectes bimaculatus），為輻鰭魚綱䲁形目三鰭䲁科麗頸䲁屬的一個種，被IUCN列為易危保育類動物，是由 Gerald R. Allen和David Ross Robertson於1992年描述，分布於東南太平洋哥倫比亞馬爾佩洛島海域，深度可達15公尺，體長可達6.8公分，成魚棲息在岩礁區，以小型無脊椎動物及藻類為食，雌魚產附著性卵在藻類築的巢，雄魚會守護卵，幼魚為浮游性，生活習性不明。